# Silver Tower (Frankfurt)
Silver Tower (Silberturm, známý také jako Dresdner Bank Hochhaus) je mrakodrap v německém městě Frankfurt nad Mohanem. Postaven byl podle návrhu, který vypracoval Richard Heil. Má 32 podlaží a výšku 166,7 metrů. Výstavba probíhala v letech 1975 až 1977. Dne 1. dubna 1998 na 32. podlaží vypukl požár, který ale se nerozšířil do ostatních pater.

## Historie a využití
Od roku 1978 byl nejvyšší budovou Německa až do roku 1990, kdy byl dokončen mrakodrap Messeturm. Používá se také název Jürgen-Ponto-Hochhaus, protože stojí na náměstí Jürgena Ponto (ředitel Dresdner Bank, zavražděný teroristy v roce 1977).
Investor a hlavní nájemce Dresdner Bank vystavěl v roce 2003 nový mrakodrap Galileo a během finanční krize se v roce 2009 spojil s Commerzbank a mrakodrap Dresdner Bank Hochhaus vyklidil. Od toho roku se používá název Silver Tower / Silberhaus a jeho vnitřní prostory procházely rekonstrukcí s cílem snížit spotřebu energií, produkci CO2 a splnit aktuální protipožární předpisy. Až po ústupu finanční krize v roce 2011 s podařilo budovu prodat realitní firmě IVG Immobilien, která ji v roce 2015 prodala dál.
Od roku 2009 je podepsána smlouva s novým hlavním nájemcem Deutsche Bahn a její IT společnosti DB Systel GmbH.